# 佐竹義篤 (九代当主)
佐竹 義篤（さたけ よしあつ）は、南北朝時代の武将で、常陸国の佐竹氏9代当主。

## 略歴
8代当主佐竹貞義の次男で通称は次郎。兄の周枢は庶子のために正宗寺の僧になったので、家督を継いだ。建武の新政が崩壊し､南北朝の争乱が勃発すると足利尊氏に味方し、常陸守護に任じられ、帰国後は常陸国の北朝勢力の中心として活動した。
少なくても、文和3年（1354年）から延文2年（1357年）まで在京し、右馬権頭の官途を与えられ、室町幕府の侍所頭人を務めている。晩年は禅宗に帰依し、入道して春山浄喜と号し、常陸国那珂郡古内郷に清音庵（後の清音寺）を建立。

## 子孫
義篤は、弟や子供たちに小場氏（小場氏の養子に）、石塚氏、大山氏（大山氏の祖）、藤井氏（藤井の祖）と名乗らせ、領地をあたえている。なお、4男の乙王丸は若くして死亡し、他にも女子が3人いるが、嫁ぎ先などは不明。